# Associazione Calcio Seregno 1940-1941
Questa voce raccoglie le informazioni riguardanti  l'Associazione Calcio Seregno nelle competizioni ufficiali della stagione 1940-1941.

## Rosa
| N. |                   | Ruolo | Calciatore        |
| -- | ----------------- | ----- | ----------------- |
|    | Italia (bandiera) | A     | Alberto Barzaghi  |
|    | Italia (bandiera) | C     | Cesare Brunetti   |
|    | Italia (bandiera) | D     | Felice Como       |
|    | Italia (bandiera) | A     | Ansperto Consonni |
|    | Italia (bandiera) | D     | Aldo Ducceschi    |
|    | Italia (bandiera) | A     | Stefano Ferrari   |
|    | Italia (bandiera) | D     | Umberto Gaffuri   |
|    | Italia (bandiera) | P     | Giovanni Galliani |
|    | Italia (bandiera) | A     | Luigi Galliani    |
|    | Italia (bandiera) | A     | A. Giannobi       |

| N. |                   | Ruolo | Calciatore           |
| -- | ----------------- | ----- | -------------------- |
|    | Italia (bandiera) | D     | Alberto Maggioni     |
|    | Italia (bandiera) | D     | Filippo Marelli      |
|    | Italia (bandiera) | P     | Angelo Mariani       |
|    | Italia (bandiera) |       | Alessandro Moltrasio |
|    | Italia (bandiera) |       | Ildebrando Orlandi   |
|    | Italia (bandiera) | D     | Luigi Quarone        |
|    | Italia (bandiera) | D     | Franco Ventura       |
|    | Italia (bandiera) | D     | Enzo Zambetti        |
|    | Italia (bandiera) | P     | Piero Zappa          |